# Magda Vášáryová

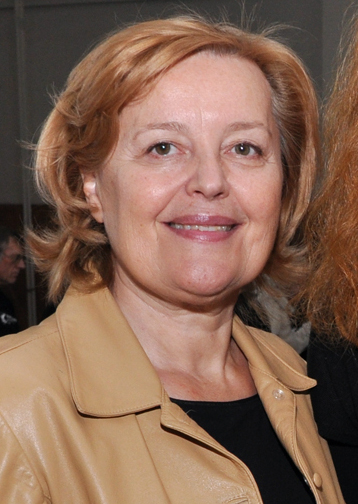
Magda Vášáryová

Magda Vášáryová (auch Magdaléna Vášáryová, mitunter in älteren deutschen Quellen auch Magda Vášáry, * 26. August 1948 in Banská Štiavnica, Tschechoslowakei) ist eine slowakische Schauspielerin und Politikerin (SDKÚ–DS).

## Leben
Vášáryová ist die jüngere Schwester von Emília Vášáryová, die ebenfalls Schauspielerin wurde. Ihr schauspielerisches Talent wurde früh entdeckt. Mit sechzehn Jahren bekam sie ihre erste Filmhauptrolle. Nach der Matura 1966 studierte sie Soziologie, ihr Studium an der Comenius-Universität Bratislava schloss sie 1971 ab. Da sich in den Jahren nach der Niederschlagung des Prager Frühlings das politische Klima in der Tschechoslowakei wieder verschärft hatte, wollte sie nicht als Soziologin arbeiten und blieb Schauspielerin. Bereits während des Studiums hatte sie mehrere Filme gedreht. Sie spielte zunächst an kleineren Theatern, später am Slowakischen Nationaltheater in Bratislava. Daneben drehte sie zahlreiche Filme. In der ersten Hälfte der 1980er Jahre pausierte sie nach der Geburt zweier Kinder.
Nach der Samtenen Revolution wurde sie im Frühjahr 1990 Botschafterin der Tschechoslowakei in Österreich. Dort blieb sie bis 1995, daneben war sie anfangs noch in einigen Rollen am Theater tätig. Später war sie jedoch vor allem politisch aktiv. Magda Vášáryová war Kandidatin bei der Präsidentschaftswahl in der Slowakei 1999 und trat dabei für eine „Bürgergesellschaft“ ein. Sie kam jedoch nicht in die Stichwahl. Von 2000 bis 2005 war sie Botschafterin der Slowakei in Polen. Von Februar 2005 bis Juli 2006 war sie Staatssekretär im Slowakischen Außenministerium. Bei der Parlamentswahl 2006 wurde sie für die Slowakische Demokratische und Christliche Union – Demokratische Partei in den Nationalrat der Slowakischen Republik gewählt.
Vášáryová ist Unterzeichnerin der Anticharta. In der ersten Ehe war sie verheiratet mit dem Schauspieler Dušan Jamrich, ihr zweiter Ehepartner war Milan Lasica.

## Filmografie (Auswahl)
- 1964: Senzi Mama, Regie: Vladislav Pavlovič
- 1967: Markéta Lazarová, Regie: František Vláčil
- 1969: Vögel, Waisen, Narren (Vtáčkovia, siroty a blázni), Regie: Juraj Jakubisko
- 1970: Auf dem Kometen (Na kometě), Regie: Karel Zeman
- 1971: Prinz Bajaja (Princ Bajaja), Regie: Antonín Kachlík
- 1974: Wahlverwandtschaften, Regie: Siegfried Kühn
- 1977: Hauptrolle in der Opernverfilmung Rusalka, Regie: Petr Weigl (In der deutschen Fassung von Lilian Sukis, in der tschechischen Fassung von Gabriela Beňačková synchronisiert.)
- 1980: Postřižiny, Regie: Jiří Menzel
- 1986: Stille Freude (Tichá radosť), Regie: Dušan Hanák
- 1991: Privatleben (Soukromé životy), Regie: Dušan Hanák